# Sonia Lewitska
Lewitska Sopfia (Sonia) (polonès: Sofia Lewicka, ucraïnès: Cофія Пилипівна Левицька, francès: Sonia Lewitska, rus: София (Соня) Филипповна Левицкая), nascuda el 9 de març de 1880 a Częstochowa, Imperi Rus, actual província ucraïnesa de Khmelnitski, i morta el 20 de setembre de 1937 a París, va ser una pintora i gravadora francesa de l'Escola de París, d'origen polonès i ucraïnès.

## Primers anys i formació
Sonia Lewitska va ser una pintora, gravadora i il·lustradora postimpressionista. El seu pare, ucraïnes, activament interessat en el treball social i cultural, era inspector de les escoles públiques de la província de Podíl·lia. La seva infància va transcórrer a Kíiv i Vil'khivtsi. La seva mare, Modesta Biszowska, procedia de la prominent família polonesa dels Leszczyński, una família altament educada i democràtica, en què es parlava ucraïnès, i també alemany, francès i polonès.
Sonia Lewitska es va graduar a l'Escola d'Art de Zhytomyr. En aquella ciutat, als 19 anys, es va casar amb Iustin Manilovski, de qui es va separar aviat. Va tornar a casa dels pares a Vil'khivtsi, va deixar la seva filla, que havia nascut amb problemes mentals, i va començar a estudiar art amb Serguei Svetoslavski a Kíiv. Svetoslavski li va aconsellar que anés a París i Sofia Lewitska s'hi va traslladar amb la seva filla el 1905 per estudiar pintura. A París va continuar els estudis amb Jean Marchand, que més tard esdevindria el seu marit.

## Carrera artística
Començant com a pintora cubista i fauvista, va passar a un estil postimpressionista. La primavera de 1913 va fer la seva primera exposició personal a la galeria de Berthe Weill, amb 25 pintures, dibuixos i aquarel·les dels anys 1908-1913, també a la galeria Léon Marseille. L'any 1914 va començar a fer xilografies, algunes per a la revista avantguardista Le nouveau spectateur així com per a L'Almanach de Cocagne.
Al llarg dels anys va exposar al Salon d'Automne (1910–1913, 1919–1925, 1927–1934), al Salon des Indépendants (1910–1914, 1920–1922), a la Secció d'Or, al Saló des Tuileries (1929, 1932, 1933), a diverses galeries de París i a les exposicions internacionals.

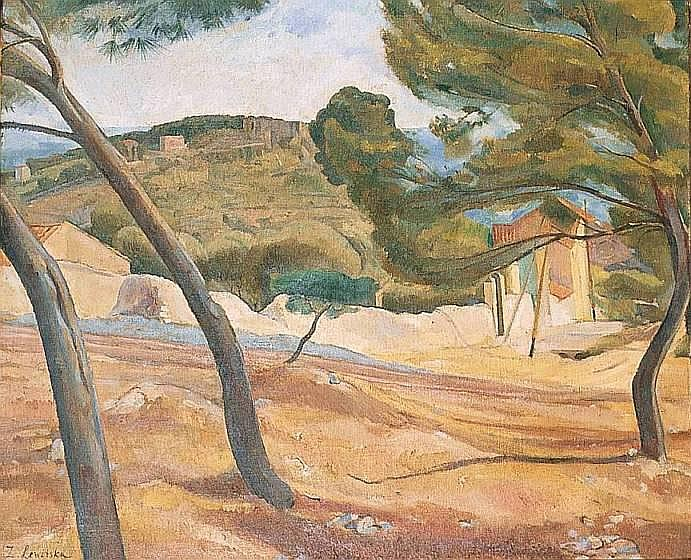
Paysage, 1914

El 1933 va participar al Salon de Echanges celebrat a París. Acompanyada de la seva amiga Henriette Tirman, ajudà André Fau i Francis Thieck en la decoració de les sales, suggerint la intervenció de pintors del seu cercle més proper: Raoul Dufy, André Lhote, André Hellé i Jean Marchand. D'aquesta manera donava també suport als amics en moments difícils de crisi econòmica al país.
Es va donar a conèixer també per les seves il·lustracions per a llibres en edició limitada, entre els quals les edicions de Les Soirées du hameau près de Dikanka, de Nikolai Gogol (1921), Le livre des Saintes paroles et notre Saint roi Louis (la biografia medieval de Saint Louis), de Jean de Joinville (1922), o el volum de poesia de Paul Valéry Le Serpent (1932).

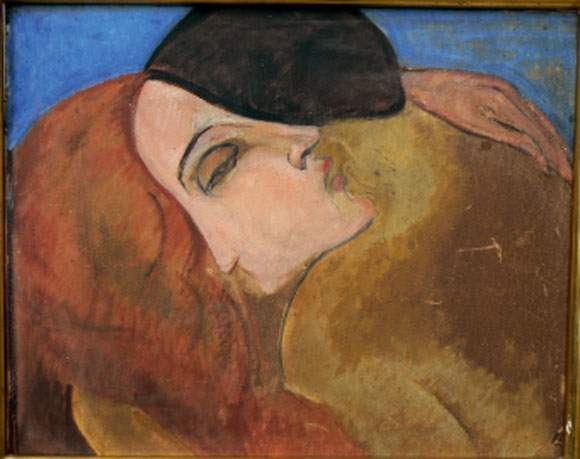
L'Amour

Des de 1933 l'artista patia un trastorn mental. L'any 1937, Henriette Tirman creà amb els seus amics a casa seva la Societat dels Amics Sonia Lewitska, que organitzà l'any 1938 dues exposicions retrospectives de l'artista a la galeria Sagot – Le Garrec.

## L'obra
Sonia Lewitska es va dedicar a un art refinat sense perdre el que un poeta va anomenar el do de la infància. Independent, va evitar tota teoria de l'art i només va investigar els millors mitjans per traduir la seva pròpia visió interior en art. Sovint inspirada en el folklore eslau, Lewitska va ser una més entre els membres del grup de l'Escola de París.
Hi ha obra seva al Museu Nacional d'Art Modern de París, al Museu de les Belles Arts André Malraux de Le Havre i a l'Albertina de Viena.

## Il·lustracions
- Jean Cocteau, Bertrand Guégan (1892–1943); L'almanach de Cocagne pour l'an 1920–1922, Dédié aux vrais Gourmands Et aux Francs Buveurs (1921)[11]